# ناشر صيني
الناشر الصيني (الاسم العلمي: Naja atra) هو نوع من الزواحف تتبع جنس الناشرات الحقيقية من فصيلة الرحيات.
تنتشر غالبًا في جنوب الصين وبعض الدول والجزر المجاورة لها. وهي من أكثر الثعابين السامة انتشارًا في الصين وتايوان، وتتسبب في العديد من حوادث لدغات الثعابين للإنسان.

## معرض صور

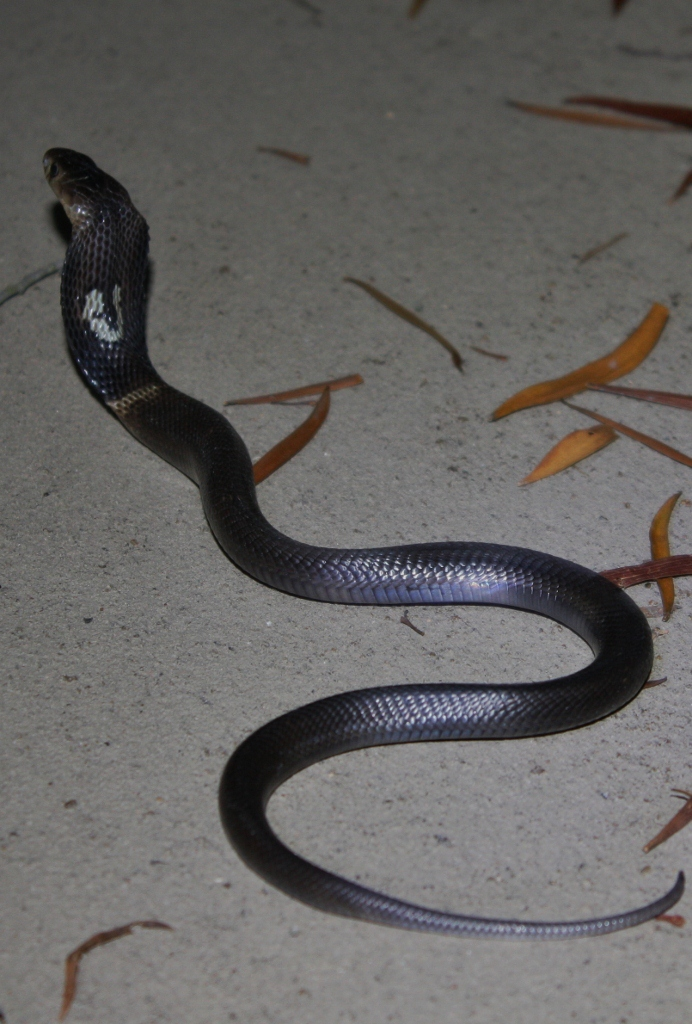
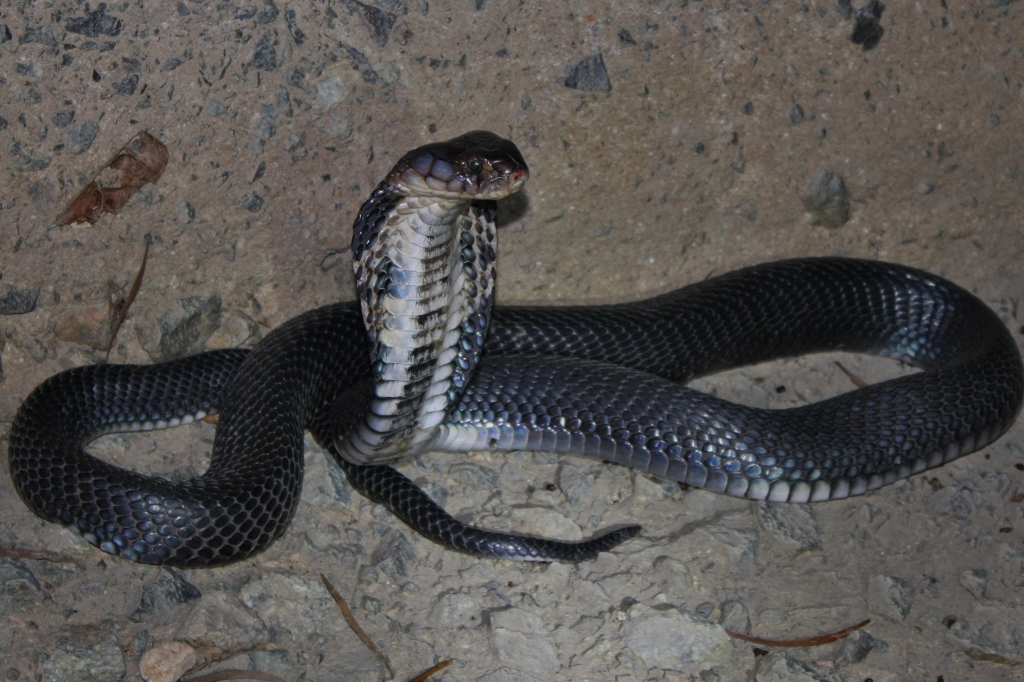
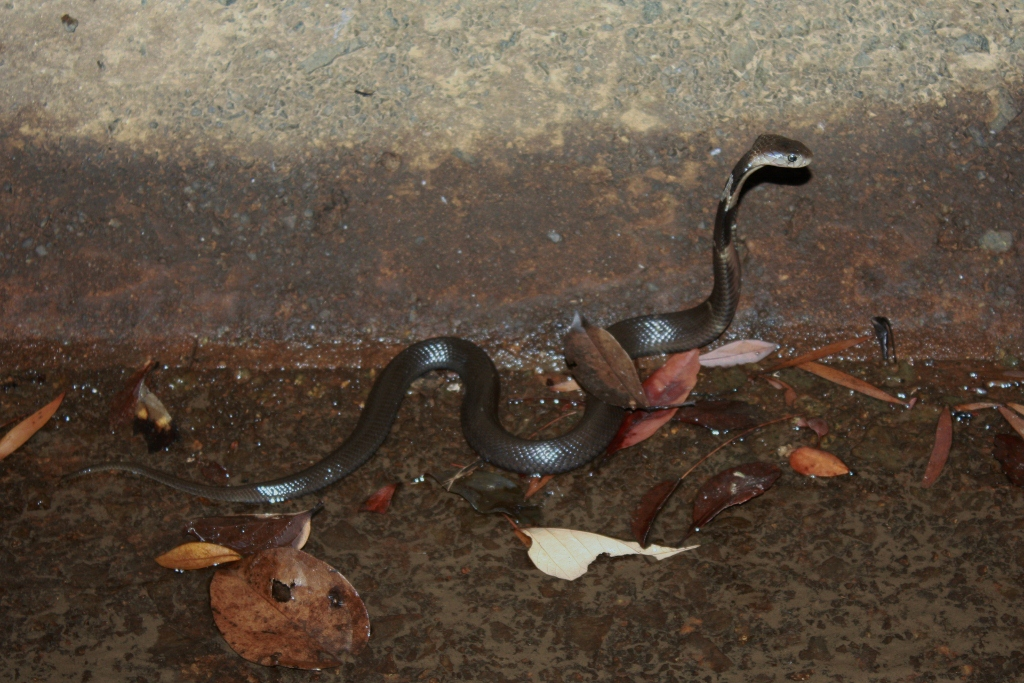